# Reptilianos

Desenho de um reptiliano e um humano

Reptilianos, também chamados de reptóides, povo lagarto, reptilóides, saurianos e draconianos, são supostos humanoides reptilianos que desempenham um papel proeminente na fantasia, ficção científica, ufologia e teorias da conspiração. A ideia dos reptilianos foi popularizada por David Icke, um teórico da conspiração que afirma que alienígenas reptilianos que alteram de forma controlam a Terra assumindo a forma humana e ganhando poder político para manipular as sociedades humanas. Icke afirmou em várias ocasiões que muitos dos líderes mundiais são ou estão possuídos pelos chamados reptilianos.

## Origens
Michael Barkun, professor de ciência política da Universidade de Syracuse, postula que a idealização de uma conspiração reptiliana se originou na ficção de Conan, criada por Robert E. Howard. A primeira aparição de "homens serpentes" na literatura foi na história The Shadow Kingdom, publicada pela Weird Tales, em agosto de 1929.  A inspiração desta, por sua vez, baseia-se nas ideias teosóficas dos "mundos perdidos" de Atlântida e Lemúria, principalmente na obra de Helena Blavatsky, A Doutrina Secreta (1888), que se refere aos "homens dragões" e sua civilização no continente lemuriano.
Os "homens serpentes" de Howard foram descritos como humanoides (com corpos humanos e cabeças de serpentes) capazes de imitar os humanos à vontade, que viviam em passagens subterrâneas e usufruiriam de suas habilidades de metamorfose e controle da mente para se infiltrar na humanidade. Clark Ashton Smith usou os "homens serpentes" de Howard em suas histórias, bem como os temas de H. P. Lovecraft. Esses três autores lançaram as bases para os mitos de Cthulhu.
Na década de 1940, Maurice Doreal escreveu um panfleto intitulado "Mistérios dos Gobi" que descrevia uma "raça de serpentes" com características semelhantes aos "homens serpentes" de Howard. Essas criaturas também apareceram no poema de Doreal, "The Emerald Tablets", no qual ele se referiu às tábuas esmeraldinas escritas por "Thoth, um rei sacerdote atlante". Michael Barkun afirma que "com toda a probabilidade", as ideias de Doreal vieram de "The Shadow Kingdom" e que, por sua vez, as "tábuas esmeraldinas" formaram a base do livro de David Icke, Children of the Matrix.

## Abdução alienígena
As narrativas alienígenas de abduções às vezes alegam o contato com criaturas reptilianas. Um dos primeiros relatos ocorreu em Ashland, Nebraska, quando o agente de polícia Herbert Schirmer (nascido em 1945) afirmou ter sido levado a bordo de um OVNI em 1967 por seres humanoides com aparência ligeiramente reptilianas, que usava um emblema de "serpente alada" no lado esquerdo do peito. Os céticos consideram suas pretensões como um embuste.

## David Icke
De acordo com o teórico da conspiração britânico David Icke, os humanoides reptilianos são altos, bebem sangue e mudam a forma, além de serem do sistema estelar α Draconis, agora escondidos em bases subterrâneas, são a força por trás de uma conspiração mundial contra a humanidade. Ele afirma que a maioria dos líderes mundiais estão relacionados aos reptilianos, incluindo George W. Bush, ex-presidente dos Estados Unidos e a rainha Elizabeth II do Reino Unido. As teorias de conspiração de Icke têm apoiadores em até 47 países, o próprio já deu palestras para multidões de até seis mil.
Uma pesquisa americana de 2013, realizada pela Public Policy Polling indicou que quatro por cento dos eleitores registrados (± 2,8 por cento) acreditavam nas ideias de David Icke.